# Мальме (жіночий футбольний клуб)
Футбольний клуб «Мальме ФФ» (швед. Malmö FF) — шведський жіночий футбольний клуб з  міста Мальме. 

## Історія
7 вересня 1970 року правління іменитого чоловічого клубу «Мальме» вирішило створити жіночу команду як частину основного клубу. Команда називалася «Malmö FF Dam» — де слово dam означає «жінка».
11 квітня 2007 року команду було перейменовано на «LdB FC Malmö». Це означало, що клуб повністю вийшов зі структури Malmö FF та став окремим клубом. Тепер цей клуб відомий як «Русенгорд».
26 листопада 2019 року на позачергових щорічних зборах членів футбольного клубу «Мальме» було проголосовано за відновлення жіночої секції. Новий клуб подав заявку на сезон 2020 року в Дивізіоні 4 (Сконе-Сюдвестра) (найнижчому рівні жіночого футболу Швеції). 
«Мальме» щорічно перемагав у нижчих дивізіонах та отримував підвищення у класі. У 2024 році «Мальме» зайняв перше місце в Елітеттані (другому дивізіоні Швеції з жіночого футболу) та повернувся в Дамаллсвенскан.

## Досягнення
- Елітеттан
  - Чемпіони: 2024[1]
- Дивізіон 1
  - Чемпіони: 2023[2]
- Дивізіон 2
  - Чемпіони: 2022[3]
- Дивізіон 3
  - Чемпіони: 2021[4]
- Дивізіон 4
  - Чемпіони: 2020[5]